# Branislav Konrád
Branislav Konrád (* 10. Oktober 1987 in Nitra, Tschechoslowakei) ist ein slowakischer Eishockeytorwart, der seit Mai 2015 beim HC Olomouc aus der tschechischen Extraliga unter Vertrag steht.

## Karriere
Branislav Konrád begann seine Karriere als Eishockeyspieler in seiner Heimatstadt in der Nachwuchsabteilung des HK Nitra, für dessen Profimannschaft er von 2005 bis 2008 in der slowakischen Extraliga aktiv war. Gegen Ende der Saison 2007/08 absolvierte er zudem drei Spiele für Metallurg Schlobin aus der belarussischen Extraliga. Zur Saison 2008/09 wurde der Torwart vom HC Slovan Bratislava verpflichtet, bei dem er die folgenden vier Jahre in der slowakischen Extraliga verbrachte. Dort entwickelte er sich zu einem der besten Goalies der Liga und wies in der Saison 2009/10 mit 94 % die beste Fangquote aller Extraliga-Torwärte auf. In der Saison 2011/12 gewann er mit Slovan Bratislava als Stammtorwart den slowakischen Meistertitel. Er selbst wurde in das All-Star Team der Liga gewählt.
Zur Saison 2012/13 wurde Slovan Bratislava in die Kontinentale Hockey-Liga aufgenommen und kam als Ersatzmann hinter Jaroslav Janus insgesamt in sieben KHL-Partien zum Einsatz. Im Juli 2013 verließ er Slovan und wurde später vom HK Nové Zámky aus der MOL Liga unter Vertrag genommen, wo er jedoch kein Spiel absolvierte. Stattdessen wurde er zum HC Oceláři Třinec in die tschechische Extraliga verliehen. Dort absolvierte Konrád drei Spiele, ehe er den Verein in Richtung DEL2 verließ, wo er für den Rest der Saison 2013/14 das Tor der Heilbronner Falken hütete. Zur Saison 2014/15 wechselte Konrád zurück in die slowakische Extraliga zum HC Dukla Trenčín und gehörte dort zu den statistisch besten Torhütern der Liga. Im Mai 2015 erhielt er einen Vertrag vom HC Olomouc aus der tschechischen Extraliga, der im November des gleichen Jahres um drei Jahre verlängert wurde. In der Saison 2015/16 wies er die höchste Fangquote und den geringsten Gegentorschnitt der Extraliga auf.

### International
Für die Slowakei nahm Konrád im Juniorenbereich an der U18-Junioren-Weltmeisterschaft 2005 sowie der U20-Junioren-Weltmeisterschaft 2007 teil. Im Seniorenbereich stand er im Aufgebot seines Landes bei der Weltmeisterschaft 2007, bei der er jedoch nicht zum Einsatz kam. In den folgenden Jahren war er nicht für das Nationalteam aktiv, ehe er im Verlauf der Saison 2014/15 erneut für diese nominiert wurde und an der Weltmeisterschaft 2015 (ohne Einsatz) teilnahm. Ein Jahr später absolvierte er zwei Partien bei der Weltmeisterschaft 2016. Ein Höhepunkt seiner Karriere waren die Olympischen Winterspiele 2018, bei denen er in zwei Spielen eingesetzt wurde und jeweils einen Sieg und eine Niederlage erreichte. Bei der Weltmeisterschaft 2021 wurde er erneut in zwei Spielen eingesetzt und 2022 für die Olympischen Winterspiele in Peking nominiert. Im Turnierverlauf absolvierte er ein Spiel, in denen er sechs Gegentore erhielt, jedoch am Ende mit dem slowakischen Nationalteam die Bronzemedaille gewann.

## Erfolge und Auszeichnungen
- 2010 Beste Fangquote (94 %) der slowakischen Extraliga
- 2012 Slowakischer Meister mit dem HC Slovan Bratislava
- 2012 All-Star Team der slowakischen Extraliga
- 2015 Beste Fangquote (93,4 %) der slowakischen Extraliga
- 2016 Bester Gegentorschnitt (1,83) und Fangquote (92,9 %) der tschechischen Extraliga

### International
- 2022 Bronzemedaille bei den Olympischen Winterspielen